# Algoma (Contea di Kewaunee, Wisconsin)
Algoma è un comune degli Stati Uniti, situato in Wisconsin e in particolare nella Contea di Kewaunee.